# 28169 Cathconte
28169 Cathconte è un asteroide della fascia principale. Scoperto nel 1998, presenta un'orbita caratterizzata da un semiasse maggiore pari a 2,2724495 UA e da un'eccentricità di 0,1932210, inclinata di 4,25618° rispetto all'eclittica.